# M8トラクター
M8トラクター（M8 High-Speed Tractor：M8 高速牽引車）は、アメリカ合衆国で開発された砲兵トラクターである。
陸上自衛隊では25tけん引車 M8の制式名称で運用した。

## 概要
第二次世界大戦初頭に開発され、部隊配備された砲牽引車の後継・更新用として開発された車両で、エンジン及び転輪を始めとした駆動・走行装置はM41軽戦車と共通のものを用いている。そのため、広義にはM41の派生型として分類される。
各種火砲の牽引・支援用の他装軌式の輸送車両として用いられたが、アメリカ軍においては第二次大戦後には砲兵部隊の自走化が進んだため、砲牽引車としては早期に運用を終了し、輸送車両としても後継車種に更新されて1960年代後半には大多数の車両が退役した。退役後、一部の車両は民間に払い下げられ、重機として使用された。
日本の陸上自衛隊にも供与され、1978年まで使用された。

## 開発
アメリカ軍は各種の中-重砲の牽引と支援のため、15トン、18トン、38トンの各種砲兵牽引車を開発し装備したが、これらはいずれも基礎となる車体の設計を第二次世界大戦勃発前に開発された車両のものに基づいていたため、それらの性能は完全に満足するものとは言い難い面があった。更に、大戦の勃発とそれに伴う新型車両の開発・配備により、旧式の車両に基づいた設計では生産及び整備運用の面での複雑性を増すと考えられ、1944年9月には改めて新型車両を基礎とした砲兵牽引車が必要だと結論された。
これに基づき、1945年の初頭には要求牽引力6,000ポンド（2.73トン）、15,000ポンド（6.81トン）、30,000ポンド（13.61トン）とされた3種類の新型牽引車、T43、T42、T44の開発が決定された。
上記3車種のうちT42はT16 試作4.5インチ（114mm）自走榴弾砲（T16 4.5inch GUN MOTOR CARRIAGE）と同じ車体とエンジン・走行装置を用いたものだが、T16はエンジンの能力不足で要求性能を満たせず、M24を元にした水陸両用車であるT33の開発計画の中で、エンジンをM18 GMC（M18 駆逐戦車）のものに換装した車両がテストで高い性能を見せていたことから、エンジンとトランスミッションをM18のものに換装した改良試作車、T16E1が製作され、大きな性能向上を示した。
陸軍はこの結果を参考に、上述の3種を統一した「18,000ポンドから32,000ポンド（8.165-14.515トン）の牽引力をもつ高速牽引車両」を計画し、ビュイック社によって開発が進められていたM18駆逐戦車の駆動装置及び走行装置を使用した貨物輸送車両を1945年6月に選定した。改めて発注された6両の試作車にはT42の名称が引き続いて用いられ、1945年12月にはM8 CT（Cargo Tractor）の名称で制式化された。
M8は各種のテストが行われた結果、6両のうち、オリジナルのM18と同じエンジンを搭載した3両は不適格であったが、前述のT16の例に倣い、同時期に"25トン級軽戦車"として開発が進められていた新型軽戦車、T37-IIのエンジンとトランスミッションを実験的に搭載した3両の性能が優秀で、1946年5月、陸軍はT42の駆動装置及び走行装置をT37-IIに用いられているものに変更したものをM8E1として採用、これにG266の供給カタログ指定番号を与えて正式な量産型とすることを決定した。
1946年4月には開発中のT4 レッカー装置を搭載する車両としてM8が選定され、M8E1の車体にT4を搭載した試作車が1両製作されたが、テスト中に油圧機構が破損してレッカー装置が故障、問題を修正した改設計型のT4E2 レッカー装置をM8E2に搭載した新たな試作車が2両製作され、テストが続行されたが、制式化はなされなかった。
その後、T42の車体前面に装着して用いる排土装置（ドーザーブレード）がオハイオ州フィンドレーのトラクトモーティヴ社（Tractomotive,Co.）によって開発され、1946年6月にはアバディーン試験場において「T8」の名称でT42（M8E1）に装着してのテストが開始された。しかし、1946年12月においてもエンジンから駆動力を伝えるギアの不具合に起因する問題を解決できず、1948年1月に部品の材質をマグネシウムからスチールに変更するなどして問題を改善したT8E1が開発されてテストが再開されるまでには1年余りを要した。T8E1はその後T8E2/T8E3/T8E4と改良を重ね、「M5 hydraulic dozer blade」として制式化された。

## 生産
M8の基本設計は上述のようにビュイック社で行われたが、実際に生産される型式の設計と製造はM4/M6高速牽引車に引き続いてアリス・チャルマーズ社（Allis-Chalmers co.）が担当することとなった。1950年7月31日に正式に生産発注が行われ、原型となったT37-IIが「M41軽戦車」となった後に加えられた改良点を取り入れて設計が改良されM8E2となり、M8E2は改称されてM8A1となった。
1954年より、更に改良されたエンジンを搭載したものがM8A2として生産が開始され、車種名称も「25ton High Speed Tractor M8」と改称されているが、陸軍は野戦砲の自走化が進む現状において砲牽引車の必要性が薄まりつつあることを鑑み、予定数以下で発注を打ち切ることを決定したため、生産数は当初の予定より大きく減らされたものとなった。最終的にはM8は1955年までにA1、A2合わせて約480両が生産された。

## 運用
M8A1は1951年より部隊配備され、朝鮮戦争の末期に少数が実戦投入された。1965年よりベトナム戦争でも用いられた。
アメリカ軍は第二次世界大戦後に急速に火砲の自走化を進めており、1960年代より高射砲が地対空ミサイルに置き換えられていったこともあり、M8は砲牽引車としてよりは装軌式の支援車両として運用されることが多かった。汎用装軌式車台として各種のベース車両としても用いられ、荷台部分に旋回式クレーンやレッカークレーンを装備した改造車両が工兵部隊他で用いられた他、地雷散布装置や各種のロケット弾、ミサイルの発射装置を搭載した車両なども試作されている。
これらの用途としてもM113装甲兵員輸送車とその派生型であるM548装軌式貨物輸送車が開発・配備されるとそれらに置き換えられてゆき、1973年にはアメリカ軍において改造車も含め全ての車両の運用が終了した。

### 陸上自衛隊における運用
陸上自衛隊にはM8A1が1958年より高射特科（対空砲兵）部隊に75mm高射砲M51の牽引用として配備され、25tけん引車 M8として装備された。
以後、自衛隊では専ら75mm高射砲M1の牽引、給弾車として用いられたが、1960年代後半になると同時期に供与された18tけん引車 M4及び13tけん引車 M5の両車両が老朽化のために現役を退いていくことと、75mm高射砲M1が対空誘導弾もしくは35mm2連装高射機関砲 L-90に置き換えられて退役する予定とされたため、M8は順次特科（砲兵）部隊に移管されて155mm加農砲M1、203mmりゅう弾砲M2の牽引に用いられた。
3mを超える全幅と25トンの重量は当時の日本の道路事情ではやや過大なものがあり、時に運用に苦労したという。この経験は後継となる国産けん引車の開発に活かされた。
1970年代に入ると後継の73式けん引車の配備に伴い退役が進められ、1978年には全車が退役した。

## 特徴
M8トラクターは主にM115 203mm榴弾砲、M59 155mmカノン砲及びM51 75mm高射砲を牽引するために用いられ、砲を牽引すると同時に操作人員、弾薬も運搬する。
7.94トンまでの貨物を搭載でき、牽引装置を用いての牽引力は最大17.7トンであった。この他、車体後面にはウィンチ（最大牽引力20トン）を装備している。
車体前部には機関室を挟んで密閉式キャビンを左右に備え、右側キャビンの上部に設置されたM68リングマウントにM2 12.7mm重機関銃を装備し、弾薬500発を搭載した。エンジンとトランスミッションは一体となった"パワーパック"方式で、車体正面は大きく開いて機関室よりパワーパックを前面に引き出す事が可能で、整備性の高い構造であった。
車体中央部より後方はオープントップ式の貨物室及び兵員室となっており、パーティションを用いて区分することが可能であった。通常、車体中央部を兵員の搭乗区画、車体後部前半部を弾薬搭載区画とし、車体後部には2本のアームを用いた昇降式プラットホームを装備していた。車体前面には油圧作動式のM5ドーザーブレードを装備することが可能で、その場合には簡易な砲兵陣地を構築する能力を持っていた。これらの装備は比較的簡単な作業で取り外すことができ、その場合、M8は純粋な貨物輸送車としても用いることができた。貨物輸送車型とした場合でも、車体後面の牽引具とウィンチを用いて砲牽引車として運用できた。
また本車の走行装置は見た目も実質も戦車そのものであることから、払下車両が映画撮影用に戦車のプロップの車台として利用された。「若き勇者たち」（1984年）、「ランボー3/怒りのアフガン」（1988年）、「サンダーブラスト 地上最強の戦車（1988年）などが知られる。

## 各型
※陸上自衛隊において「25tけん引車 M8」として使用されたのはM8A1のみ
T42
試作型。6両生産。原型のM18戦車駆逐車と同じ駆動装置と走行装置をもつ。
T42-II（T42E1）
T42のうちエンジンとトランスミッションをT37-II（M41軽戦車）と同様のものにした改造試作車。3両製作。
M8
T42の制式採用名称。
M8E1
T42-IIの制式採用名称。
T48
T42-IIのうち車体後部に昇降式プラットフォームを装備した型式の試作車両の名称。
T53
T42-IIのうち昇降式プラットフォームを装備せず、全通型の貨物室としてホイストクレーン用のレールを装備した型式の試作車両の名称。
M8E2
E1にM41A1に準じた改修が施された型。
M8A1
M8E2の量産型。生産車の大多数はこの型である。A2型と合わせ約480両生産。
M8A2
M8A1の改良型。M41A2に準じた各部の改良が行われた。1954年より生産開始。
T4
M8E1にT4 レッカークレーンを搭載した試作レッカー車。1両製作。
T4E1
M8E2にT4の改良型であるT4E1 レッカークレーンを搭載した2次試作車。2両製作。